# Bitva u Cambrai
Když Britové vůbec poprvé nasadili tanky podporované pěchotou (úplně poprvé byly nasazeny v bitvě na Sommě 15. září 1916), šlo v podstatě o výmluvnou ukázku nástupu nové taktiky. Zdálo se, že dosáhnou očekávaného vítězství, ale německé protiútoky, vedené údernými oddíly, odhalily nové účinné ostří způsobu německého vedené boje na západní frontě, což hrozilo dalším prodloužením této nesmírně ničivé války.
Za klíč k bojovým úspěchům v první světové válce se začala považovat kvantita nikoliv kvalita. Předvedl to již Brusilov na východní frontě a britská vítězství na počátku roku 1917 tuto skutečnost jen potvrdila. Avšak Liddel Hart, jeden z prvních uznávaných odborníku na boje pancéřových jednotek, se o bitvě u Cambrai vyjádřil: „Zde dokázalo nasazení 378 tanků a asi 4000 tankistů asistujících pouhým šesti divizím pěchoty za cenu asi pětitisícových ztrát dosáhnout větší územní zisk a způsobit nepříteli větší otřes, než co se u Ypres podařilo několika tuctům divizí za tři měsíce se ztrátami 400 000 mužů.“

## Pozadí
Němci byli i za cenu milionů životů postupně zatlačováni, ale ještě ovládali část Francie a skoro celou Belgii. Avšak krvavé bitvy a neustále odvody do armády začaly deptat společnost všech zúčastněných národů. Rusko zmítané nepokoji muselo nakonec přestat válčit. Německá a francouzská armáda se začínala bouřit, jediná britská armáda byla ještě relativně v klidu, i když malé revolty byly i zde. Pro spojence tu ale byla naděje. USA se postupně přibližovaly ke spojencům a dalo se očekávat, že se zapojí do války. Na druhé straně mohlo Německo po uzavření míru s Ruskem přesunout mnoho vojáků z východní fronty.

### Nová taktika
1. světová válka, doposud nejkrvavější konflikt v dějinách, už stál mnoho životů. Žádná z bitev (ať to byla bitva na Sommě nebo u Verdunu) nepřinesla žádné straně výhodu či nějaký větší úspěch. Vzhledem k tomu, že staré metody nedokázaly vyhrávat bitvy, začaly se rozvíjet nové taktické postupy. Spojenci začali používat nový stroj, který jim měl pomoci – tank. Ovšem tyto tanky byly poruchové a často zapadaly do bláta. Jejich hlavní účinek byl ze začátku pouze psychický, protože pro Němce, kteří viděli tank po prvé, to byl velký šok a dávali se na útěk. Jakmile si však na tanky zvykli, přestali se jich bát a ničili je. V létě 1917 byl vyvinut dokonalejší typ Mark IV a ve třetí bitvě u Ypres jich bylo nasazeno 190, i když očekávání nesplnily. Němci v obrněné vozy moc nevěřili a začali používat takzvané úderné jednotky (Sturmtruppen). Tyto jednotky byly vybavené nejlepším vybavením a také skvěle vycvičené. Měly míjet opevněná střediska obrany, využívat krytí a operovat po malých, napůl samostatných jednotkách. Měly postupovat místy nejmenšího odporu, ale především měly neustále postupovat kupředu. Jejich vybavení bylo velice moderní, používaly kulomety a samopaly značky Bergmann, plamenomety, protitankové granáty a minomety. Obě strany věřily, že jim tyto nové postupy zajistí vítězství.

## Příprava na bitvu
Vlastní útok byl původně zamýšlen jako dělostřelecký přepad s tím, že hlavním účelem bojového vystoupení tanků bude likvidace drátěných zátarasů, což ušetří dělostřelectvo. Pokud se měl celkový záměr uskutečnit, úkolem klasické kavalerie bylo tento celkový úspěch dále rozvíjet do hloubky. Ať tomu bylo tak či onak, velitelé tanků měli nejlepší vůli prokázat své kvality.
Ve snaze dosáhnout největšího možného překvapení se generál Byng, velitel britské 3. armády, rozhodl vynechat obvyklou dělostřeleckou přípravu; vojáci měli být kryti dělostřeleckou přehradní palbou a útok se uskutečnil ráno pod závojem mlhy.

### Pohled na obě armády
Britská armáda, jak už bylo řečeno, trpěla nejméně vzpourami a revoltami. Britští vojáci velice věřili v tanky a doufali, že jim tento nový stroj usnadní jejich strasti a pomůže vyhrát válku. Většina britských vojáků už byli veteráni a moc dobře věděli co je čeká a jak se mají při boji chovat. Měli větší počet vojáků a jako vždy skvělé vybavení (italský samopal Beretta, americkou auto-pušku Winchester M17, plynové masky atj. Také věřili, že nová taktika přinese méně ztrát na životech.
Německá armáda se začala už pomalu bouřit a neměla chuť stále bojovat a trpět tak velkými ztrátami. Němečtí generálové ale zavedli nový druh jednotek, takzvané úderné jednotky. Tyto jednotky se považovaly za elitu německé armády a zvyšovaly morálku mužů. Tato taktika se ukázala jako velice účinná a spojenci si ze začátku nevěděli rady s tímto druhem boje (viz výše). Můžeme tedy říct, že německý voják byl už velice znechucen válkou, ale nová taktika mu dávala naději na vítězství a rozhodně se nehodlal vzdát.

## Bitva
Britští vojáci a tanky zaútočili ráno pod závojem mlhy bez nějaké větší dělostřelecké přípravy. Němečtí vojáci byli překvapeni a vyděšeni. Při pohledu na tanky se dávali na hromadný útěk a opouštěli své zákopy bez boje, a Britům se tak podařilo díky tankům prorazit německou obrannou linii za pouhých deset hodin a postoupili o osm kilometrů.
Tanky postupovaly ve trojicích. První prolamoval zátarasy a pak se zastavil před nepřátelským zákopem, aby kulometnou palbou kryl postup ostatních. Druhý tank pak shodil na zákop svazek hatí a zároveň do něho spustil palbu z kulometu. Třetí tank po hatích přejel první zákop a shodil svůj svazek hatí na pomocný zákop a rovněž do něho namířil svou kulometnou palbu. Tímto způsobem tanky přejížděly zákopy a zároveň je čistily od nepřítele. Avšak u Flesquiéres měli němečtí dělostřelci pevné nervy a podařilo se jim zneškodnit sedm britských tanků, dříve než mohly přejet zákopy. Čeho všeho tanky skutečně dosáhly? Bylo známo, že německé pozice u Cambrai měly slabší první obrannou linii, což byl důvod, proč si Britové zvolili pro svůj útok právě tento úsek. Britské dělostřelectvo si snadno poradilo se 34 děly, které zde měli Němci k dispozici. Němci ovšem svou obranu rozčlenili do hloubky s tím, že měli v pohotovosti zálohy připravené zasáhnout do protiútoku. Když se pak postup britských tanků v závěru jejich prvního útoku zpomalil, Němci soustředili své zálohy, aby Britům znemožnili další územní zisky. Ačkoliv se potom tanky zastavily a uvízly na místě, Britům se podařilo pokračovat v útoku až do 28. listopadu, kdy vzali do zajetí asi deset tisíc německých vojáků a ukořistili 200 děl.

### Německý protiútok
Spojenci se těšili ze svého úspěchu jen krátce. Již 30. listopadu zahájili Němci velkou protiofenzivu pokrývající v podstatě celé území, které předtím Britové dobyli tankovým útokem. Od roku 1916 Němci chápali, že se musí snažit vyvíjet novou taktiku. Jednou z jejích součástí byla pružnost v obraně, což znamenalo, že vojáci byli vedeni k tomu, aby opustili starý způsob vydržet na místě nebo padnout, ale aby se naopak snažili o pohyb, třeba i v podobě ústupu před spojeneckým útokem, zatímco německá kulometná hnízda vytvoří síť, která se pro spojenecké vojáky stane pastí. Spojenecký postup tak byl kulometnou palbou otupován, přičemž nejzkušenější německé jednotky a většina dělostřelectva zůstávaly v záloze jako hlavní síla k provedení protiútoku. Tento pružný přístup se pak ještě rozšířil o rozvoj taktiky úderných skupin. Spojenečtí vojáci, vyčerpaní úsilím, které museli vyvíjet při odrážení trvalé německé protiofenzivy, měli chvílemi již tak málo sil, že kolísali. Německá dělostřelecká palba byla tak agresivní a vražedná, že se spojenci museli stáhnout.
|  |

## Důsledek bitvy
Na konci německého protiútoku 6. prosince již měly obě strany ztráty asi 45 000 mužů, takže na tom oba protivníci byli znovu stejně jako před bitvou. Neúspěchy u Ypres a Cambrai se zasloužily o pochmurnou náladu ve spojeneckém štábu, který vyvíjel maximální úsilí o zavedení nové metody vedení válečné činnosti, s jejíž pomocí by se překonal mrtvý bod na frontě. Krátký triumf s nasazením tanků u Cambrai posloužil spíše úspěchu propagandy než skutečnému strategickému zisku. Je pozoruhodné, že spojenecké velení se navzdory svému nadšení pro tanky už nepokusilo v roce 1918 tuto zbraň do hromadného útoku znovu nasadit. Čas tanků měl teprve přijít. Avšak doba úderných jednotek již nastala a německé velitele jejich úspěchy při protiútoku u Cambrai velice povzbuzovaly v domněnce, že jejich nová taktika byla dovedena k takové dokonalosti, že si mohou dovolit riziko velké ofenzivy.